# Anushka Shetty

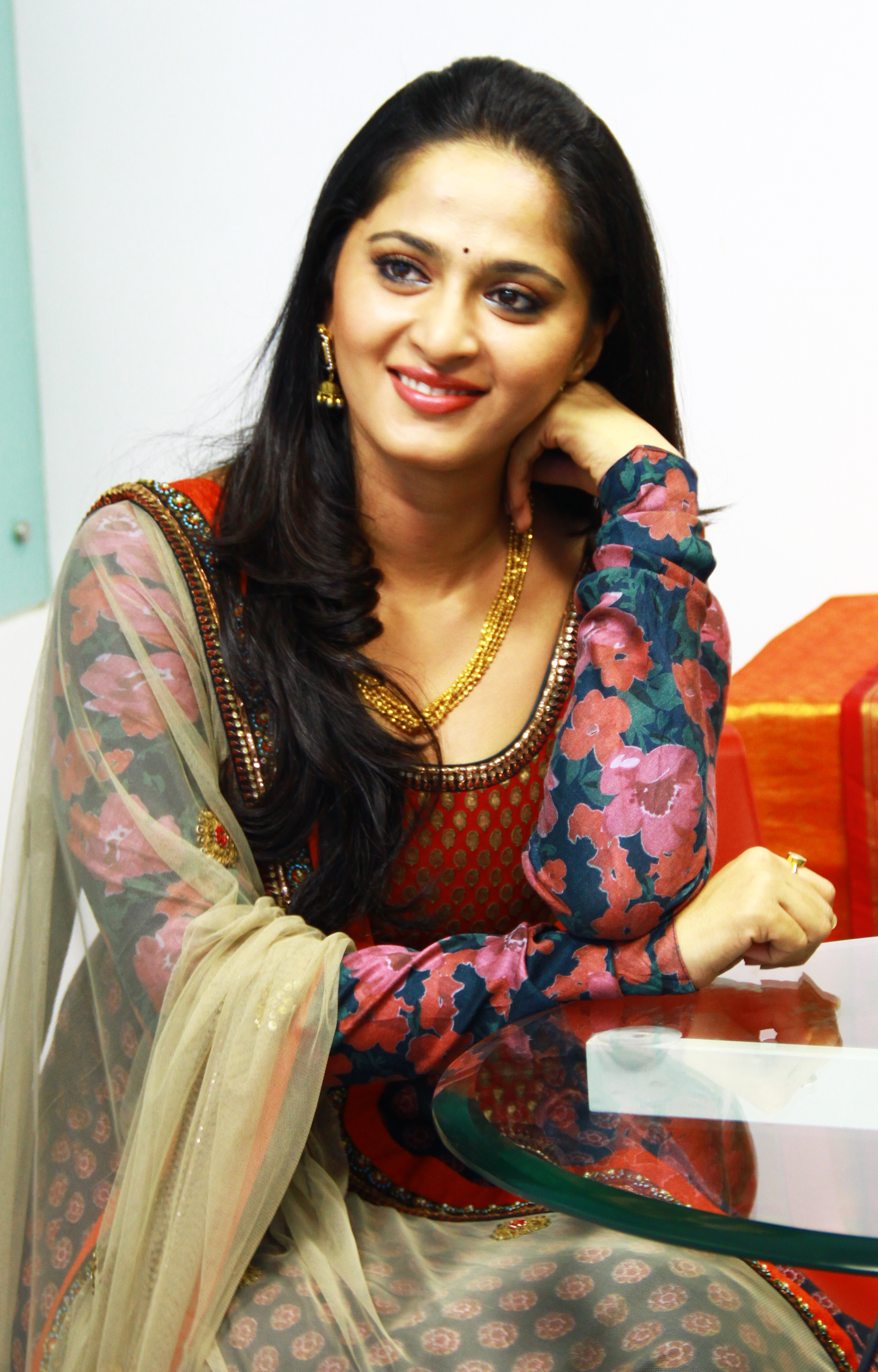
Anushka Shetty

Sweety Shetty (Puttur, Mangalore, 7 de novembro de 1981), conhecida como Anushka Shetty, é uma atriz e modelo indiana. Ela recebeu muitos prêmios, incluindo três prêmios CineMAA, um prêmio Nandi, um prêmio Tamil Nadu State e três Filmfare Awards em oito indicações.

## Biografia

### Primeiros anos
Nascida em Mangalore, Karnataka, Anushka pertence ao grupo étnico Tulu. Seus pais são Prafulla e A.N. Vittal Shetty. Ela tem dois irmãos, Gunaranjan Shetty e Sai Ramesh Shetty. Anushka completou seus estudos básicos e obteve um diploma em sistemas em Bangalore. Na juventude, trabalhou como instrutora de yoga, sendo inicialmente treinada por Bharat Thakur.

## Carreira

### Estreia e os anos 2000
Fez sua estreia no cinema Telugu através do filme Super (2005), que lhe rendeu sua primeira indicação para o prêmio Filmfare. No ano seguinte, estrelou o filme SS Rajamouli Vikramarkudu, que acabou se tornando um sucesso de público e crítica. Suas produções posteriores, Lakshyam (2007), Souryam (2008) e Chintakayala Ravi (2008) ,também têm bons números de desempenho comercial. Em 2009, Shetty desempenhou um duplo papel no suspense Arundhati. Esta interpretação lhe rendeu excelentes comentários dos críticos e inúmeros prêmios, entre os quais seu primeiro prêmio Filmfare de melhor atriz. Além disso, ele ganhou os prêmios Nandi e CineMAA na mesmo categoria. No ano seguinte, sua atuação como prostituta no filme premiado Vedam a levou a ganhar seu segundo prêmio Filmfare de forma consecutiva. Após o estrondoso sucesso alcançado nesta série de produções cinematográficas, Shetty estabeleceu-se como uma das atrizes mais renomadas do cenário do cinema telugo.

### Reconhecimento e década de 2010
Na década de 2010, o sucesso da atriz mudou-se para o ambiente cinematográfico do Tamil com a sua participação em filmes de sucesso como Vettaikaran (2009), Singam (2010) Singam II (2013), Yennai Arindhaal (2015) e Si3 (2017), todos registrando boas figuras de bilheteria em seu país natal. Teve elogios da crítica por sua atuação convincente nos dramas Vaanam (2011), Deiva Thirumagal (2011) e inji Iduppazhagi (2015). Interpretou uma rainha no épico filme Rudramadevi, ganhando seu terceiro prêmio Filmfare de melhor atriz. Sua atuação como princesa Devasena na série de filmes Baahubali (2015-2017) foi elogiada pela crítica especializada. Enquanto Baahubali: The Beginning  (2015) é o filme com a quarta maior bilheteria na história do cinema indiano. sua sequência Baahubali 2: The Conclusion (2017) conseguiu liderar a lista e fez de Shetty a maior atriz paga em todo o sul da India. Com Bhaagamathie, Anushka Shetty emergiu como a segunda atriz indiana (depois de Sridevi) a posicionar um filme indiano nos Estados Unidos e obter um milhão de dólares em receita de bilheteria.